# Cristina Hoyos
Pour les articles homonymes, voir Hoyos.
Cristina Hoyos Panadero, née à Séville le 13 juin 1946, est une actrice, chorégraphe et danseuse de flamenco espagnole.

## Biographie
Elle est née à Séville en 1946, et commence à danser à douze ans, avec l'accord de son père : « Les religieuses chez qui j'étais au collège m'ont renvoyée quand j'ai avoué vouloir devenir danseuse », raconte-t-elle, « alors mon père m'a dit : tu veux danser, eh bien, tu danseras même si tu n'es pas la plus belle ». 
Elle devient professionnelle à 16 ans. Elle est remarquée par le danseur et chorégraphe Antonio Gades, qui l'engage en 1969. Elle joue notamment dans sa Suite flamenca. Elle devient une de ses principales partenaires, sur scène et quelquefois dans les films réalisés par Carlos Saura à partir de ses spectacles, de 1974 à 1988, notamment dans des pièces telles que Noces de sang ou Carmen,.
Après plusieurs succès internationaux, elle crée sa compagnie de danse, qui fait sa première à Paris au Grand Rex en 1988. Elle incarne le renouveau d'un flamenco féminin authentique. Elle est mise à contribution sur plusieurs événements espagnols, tels que l'Exposition universelle de 1992 à Séville, et est un personnage capital pendant les cérémonies d'inaugurations et de clôture des Jeux olympiques d'été de 1992 à Barcelone.
En 1993, elle reçoit la Médaille d'or du mérite des beaux-arts par le Ministère de l'Éducation, de la Culture et des Sports.
Elle se sort d'un cancer du sein découvert au milieu des années 1990. Elle fait ses adieux comme interprète en 2009 dans un spectacle dédié à Federico García Lorca, Romancero Gitano,.

## Filmographie
- 1971 : Des Espagnoles à Paris (Españolas en París) de Roberto Bodegas
- 1981 : Bodas de sangre, (Noces de sang) de Carlos Saura
- 1983 : Carmen de Carlos Saura
- 1986 : L'Amour sorcier (El amor brujo) de Carlos Saura
- 1995 : Antártida de Manuel Huerga